# Slovenská extraliga ledního hokeje 1996/1997
Sezóna 1996/1997 byla 4. ročníkem Slovnaft extraligy. Vítězem se stal tým HK Dukla Trenčín.

## Konečná tabulka základní části
| Poř. | Tým                      | Z  | V  | R | P  | VG  | OG  | B  |
| ---- | ------------------------ | -- | -- | - | -- | --- | --- | -- |
| 1.   | HK Dukla Trenčín         | 36 | 27 | 3 | 6  | 151 | 100 | 57 |
| 2.   | HC Košice                | 36 | 24 | 2 | 10 | 154 | 112 | 50 |
| 3.   | HC Slovan Bratislava     | 36 | 21 | 5 | 10 | 150 | 108 | 47 |
| 4.   | ŠKP PS Poprad            | 36 | 18 | 8 | 10 | 146 | 112 | 44 |
| 5.   | Martimex ZŤS Martin      | 36 | 19 | 6 | 11 | 111 | 92  | 44 |
| 6.   | MHk 32 Liptovský Mikuláš | 36 | 12 | 4 | 20 | 117 | 144 | 28 |
| 7.   | VTJ Spišská Nová Ves     | 36 | 12 | 4 | 20 | 111 | 140 | 28 |
| 8.   | Spartak Dubnica          | 36 | 9  | 6 | 21 | 116 | 161 | 24 |
| 9.   | MHC Nitra                | 36 | 8  | 4 | 24 | 106 | 143 | 20 |
| 10.  | Iskra Banská Bystrica    | 36 | 6  | 6 | 24 | 97  | 147 | 18 |

## Nadstavba
| Poř. | Tým                      | Z  | V | R | P | VG | OG | B  |
| ---- | ------------------------ | -- | - | - | - | -- | -- | -- |
| 1.   | HC Košice                | 10 | 7 | 2 | 1 | 44 | 27 | 20 |
| 2.   | HK Dukla Trenčín         | 10 | 5 | 0 | 5 | 45 | 29 | 15 |
| 3.   | Martimex ZŤS Martin      | 10 | 6 | 1 | 3 | 36 | 37 | 14 |
| 4.   | ŠKP PS Poprad            | 10 | 5 | 1 | 4 | 36 | 39 | 13 |
| 5.   | HC Slovan Bratislava     | 10 | 4 | 0 | 6 | 42 | 34 | 11 |
| 6.   | MHk 32 Liptovský Mikuláš | 10 | 1 | 0 | 9 | 20 | 57 | 2  |

## Baráž o extraligu
| Poř. | Tým                   | Z  | V | R | P  | VG | OG | B  |
| ---- | --------------------- | -- | - | - | -- | -- | -- | -- |
| 1.   | MHC Nitra             | 14 | 8 | 3 | 3  | 54 | 42 | 19 |
| 2.   | HK 36 Skalica         | 14 | 7 | 4 | 3  | 44 | 37 | 18 |
| 3.   | VTJ Spišská Nová Ves  | 14 | 8 | 2 | 4  | 52 | 34 | 18 |
| 4.   | HKm Zvolen            | 14 | 8 | 2 | 4  | 52 | 34 | 18 |
| 5.   | Iskra Banská Bystrica | 14 | 6 | 4 | 4  | 46 | 39 | 16 |
| 6.   | HC MEZ VTJ Michalovce | 14 | 3 | 4 | 7  | 36 | 48 | 10 |
| 7.   | Spartak Dubnica       | 14 | 4 | 2 | 8  | 36 | 49 | 10 |
| 8.   | HK Dragon Prešov      | 14 | 0 | 3 | 11 | 27 | 64 | 3  |

## Hráčské statistiky základní části

### Kanadské bodování
Toto je konečné pořadí hráčů podle dosažených bodů. Za jeden vstřelený gól nebo přihrávku na gól hráč získal jeden bod.
| Poř. | Hráč               | Tým                      | Z  | G  | A  | B  | TM  | +/- |
| ---- | ------------------ | ------------------------ | -- | -- | -- | -- | --- | --- |
| 1.   | Ján Pardavý        | HK Dukla Trenčín         | 53 | 42 | 44 | 86 | 60  | 47  |
| 2.   | Branislav Jánoš    | HK Dukla Trenčín         | 52 | 33 | 45 | 78 | 121 | 42  |
| 3.   | Vlastimil Plavucha | HC Košice                | 52 | 33 | 41 | 74 | 58  | --  |
| 4.   | Ľubomír Kolník     | HC Slovan Bratislava     | 48 | 34 | 29 | 63 | 12  | --  |
| 5.   | Martin Miklík      | MHC Nitra                | 50 | 33 | 27 | 60 | 20  | --  |
| 6.   | Marek Uram         | MHk 32 Liptovský Mikuláš | 48 | 28 | 29 | 57 | 16  | --  |
| 7.   | Peter Pucher       | HC Košice                | 53 | 17 | 38 | 55 | 26  | 22  |
| 8.   | Marián Hossa       | HK Dukla Trenčín         | 53 | 30 | 24 | 54 | 24  | 44  |
| 9.   | Vladimír Svítek    | HK VTJ Spišská Nová Ves  | 45 | 29 | 25 | 54 | 26  | --  |
| 10.  | Zdeno Cíger        | HC Slovan Bratislava     | 44 | 26 | 27 | 53 | --  | --  |

## Play off
|  | Semifinále | Semifinále          | Semifinále |  |  | Finále | Finále           | Finále |
|  |            |                     |            |  |  |        |                  |        |
|  | 1          | HC Košice           | 3          |  |  |        |                  |        |
|  | 4          | ŠKP PS Poprad       | 0          |  |  |        |                  |        |
|  |            |                     |            |  |  | 1      | HC Košice        | 1      |
|  |            |                     |            |  |  | 2      | HK Dukla Trenčín | 3      |
|  | 2          | HK Dukla Trenčín    | 3          |  |  |        |                  |        |
|  | 3          | Martimex ZŤS Martin | 0          |  |  |        |                  |        |

## Semifinále
- HC Košice - ŠKP PS Poprad 3:0 na zápasy (6:3,5:2,3:2 PP)
- HK Dukla Trenčín - Martimex ZŤS Martin 3:0 na zápasy (10:4,6:2,2:1)

## O 5. místo
- Slovan Bratislava - MHk 32 Liptovský Mikuláš 2:0 na zápasy (7:2,7:5)

## O 3. místo
- Martimex ZŤS Martin - ŠKP PS Poprad 0:2 na zápasy (0:2,3:4)

## Finále
| Utkání   | Finalista        |      | Finalista        | Výsledek |
| -------- | ---------------- | ---- | ---------------- | -------- |
| 1.utkání | HC Košice        | ---- | HK Dukla Trenčín | 5 : 3    |
| 2.utkání | HC Košice        | ---- | HK Dukla Trenčín | 1 : 5    |
| 3.utkání | HK Dukla Trenčín | ---- | HC Košice        | 5 : 2    |
| 4.utkání | HK Dukla Trenčín | ---- | HC Košice        | 6 : 1    |